# Eugênio de Araújo Sales
Pour les articles homonymes, voir Araújo (homonymie).
Eugênio de Araújo Sales, né le 8 novembre 1920 à Acarì au Brésil et mort le 9 juillet 2012 à Rio de Janeiro, est un  cardinal brésilien, archevêque de São Sebastião do Rio de Janeiro de 1971 à 2001.

## Biographie

### Prêtre
Eugênio de Araújo Sales a été ordonné prêtre le 21 novembre 1943 pour le diocèse de Natal (Brésil).
Après un premier ministère paroissial en zone rurale, il rejoint le séminaire de Natal où il est enseignant et directeur spirituel.

### Évêque
Nommé évêque auxiliaire de Natal au Brésil le 1er juin 1954, il est consacré le 15 août suivant et devient administrateur apostolique de ce diocèse le 9 janvier 1962.
Le 9 juillet 1964, il est nommé administrateur apostolique sede plena de São Salvador da Bahia aux côtés du cardinal Augusto Álvaro da Silva. Il en devient archevêque le 29 octobre 1968 après le décès du cardinal Augusto Álvaro da Silva.
Il est ensuite nommé archevêque de São Sebastião do Rio de Janeiro le 13 mars 1971 et ordinaire pour les brésiliens de rites orientaux le 22 juillet 1972.
En 2001, il se retire de ces charges à l'âge de 80 ans.
Durant son épiscopat, il a cherché à développer l'action sociale, en particulier vis-à-vis des plus pauvres.

### Cardinal
Il est créé cardinal par le pape Paul VI lors du consistoire du 28 avril 1969 avec le titre de cardinal-prêtre de S. Gregorio VII.
Il participe aux deux conclaves de 1978 qui voient successivement les élections de Jean-Paul Ier en août et de Jean-Paul II en octobre. Il perd sa qualité d'électeur le jour de ses 80 ans le 8 novembre 2000, ce qui l'empêche de participer au conclave de 2005 qui voit l'élection de Benoît XVI.
À son décès le 9 juillet 2012, il est le cardinal le plus ancien du collège cardinalice, après le décès du cardinal Stephen Kim Sou-hwan le 16 février 2009. La durée de son cardinalat est de 43 ans et 72 jours (d'avril 1969 à juillet 2012).